# 让·安泰尔姆·布里亚-萨瓦兰
让·安泰尔姆·布里亚-萨瓦兰（法語：Jean Anthelme Brillat-Savarin，法語發音：[ʒɑ̃ ɑ̃tɛlm bʁija savaʁɛ̃]；1755年4月2日—1826年2月2日），法国律师、政治家和美食家，是首部美食学专著《厨房里的哲学家》一书的作者。